# María de los Ángeles Ruiz
María de los Ángeles Ruiz Castillo (Alcalá la Real, 18 de marzo de 1990) es una jugadora de hockey sobre hierba española. Se formó en las categorías inferiores del Club de Hockey Alcalá y desde la temporada 2012-13 juega para el Club de Campo Villa de Madrid. Es graduada en fisioterapia por la Universidad Complutense de Madrid. 
Ha ganado con el Club de Campo Villa de Madrid cinco campeonatos de Liga Española (2011, 2012, 2014, 2015 y 2017) y dos subcampeonatos (2013 y 2016), además de cinco Copas de la Reina (2011, 2012, 2014, 2016 y 2017).
A nivel internacional ha sido medalla de bronce en el Campeonato de Europa A de clubes (2015), medalla de plata en el Campeonato de Europa B de clubes (2017) y medalla de bronce en el Campeonato Europeo de Hockey sobre Hierba Femenino de 2019.
En los JJ. OO. 2016 de Río de Janeiro viajó como reserva del equipo nacional español dónde se consiguió el diploma olímpico al alcanzar el octavo puesto.   
En el mundial de categoría absoluta en Londres 2018 jugó como portera titular, consiguiendo la medalla de bronce. En el Europeo de Bruselas en 2019 volvió a conseguir el bronce europeo y se proclamó como mejor guardameta del torneo tras ganar España en la tanda de penalties shoot-outs frente a Inglaterra. 

## Palmarés
| Competición                    | Posición         | Premio individual        |
| ------------------------------ | ---------------- | ------------------------ |
| Europeo Monchengladbach 2023   | 5ª Posición      |                          |
| JJOO Tokyo 2020                | Diploma olímpico |                          |
| Europeo Amsterdam 2020         | 4ª Posición      |                          |
| Europeo Amberes 2019           | 3ª               | Mejor portera            |
| Mundial Londres 2018           | 3ª               | Nominación mejor portera |
| Europeo Ámsterdam 2017         | 5ª               |                          |
| World League Round 3 Bruselas  | 7ª               |                          |
| World Leaguer Round 2 Valencia | 1ª               |                          |
| JJ. OO. Río de Janeiro 2016    | 8ª               | Reserva                  |
| Europeo Londres 2016           | 4ª               |                          |
| Europeo Sub-16 Valencia 2006   | 2ª               |                          |

## Participaciones en Juegos Olímpicos
- Tokio 2020, puesto 7.º